# P.S. I Love U (Gackt-dal)
A P.S. I Love U Gackt japán énekes kislemeze, mely 2014. február 12-én jelent meg a G&Lovers kiadónál. A címadó dal a Vartix márka reklámjában, a Ride or Die pedig a Kissmark snowboardmárka reklámjában szerepelt. Ez volt Gackt karrierjének első kislemeze, mely nem került fel az Oricon heti listájának első tíz helyezettje közé.
A címadó dalt Gackt saját élményei (közeli barátai elvesztése) alapján írta, de nem a szomorúságra akart koncentrálni, hanem a boldogságra, arra, amit az eltávozottak az élőkre hagynak.

## Számlista
Az összes szám szerzője Gackt C. 
| 1. | P.S. I Love U                | 6:01 |
| 2. | Ride or Die                  | 3:29 |
| 3. | P.S. I Love U (Instrumental) | 6:01 |
| 4. | Ride or Die(Instrumental)    | 3:25 |

| 1. | P.S. I Love U (Music Video) |  |

## Slágerlista-helyezések
| Slágerlista (2014)             | Legmagasabb helyezés |
| ------------------------------ | -------------------- |
| Oricon heti kislemezlista      | 12                   |
| Oricon független kislemezlista | 1                    |
| Billboard Japan Hot 100        | 51                   |